# The Forge
The Forge (bra: A Forja: O Poder da Transformação) é um filme de 2024 da indústria cinematográfica cristã do gênero drama dirigido por Alex Kendrick.  Um derivado de War Room com alguns personagens retornando, é o nono filme dos irmãos Kendrick e o sexto feito pela empresa de ambos, Kendrick Brothers Productions, depois de cinco sob a produtora Sherwood Pictures. O elenco inclui Cameron Arnett, Priscilla Shirer, Aspen Kennedy, Karen Abercrombie, T.C. Stallings, BJ Arnett, Ken Bevel, Benjamin Watson, Jonathan Evans, Jerry Shirer, e Tommy Woodard.

## Elenco
- Cameron Arnett como Joshua Moore
- Priscilla Shirer como:
  - Cynthia Wright, irmã gêmea idêntica de Elizabeth
  - Elizabeth Jordan, irmã gêmea idêntica de Cynthia (reprisando seu papel em War Room)
- Aspen Kennedy como Isaiah Wright, filho adolescente de Cynthia
- Karen Abercrombie como Miss Clara Williams (reprisando seu papel em War Room)
- T.C. Stallings como Tony Jordan, marido de Elizabeth (reprisando seu papel em War Room)
- BJ Arnett como Janelle Moore, esposa de Joshua
- Ken Bevel como James
- Benjamin Watson como ele mesmo
- Jonathan Evans como Jonathan
- Jerry Shirer como Vaughn
- Tommy Woodard como Bobby
- Marianne Haaland como Wanda

## Lançamento
The Forge foi distribuído pela Sony Pictures Releasing em 23 de agosto de 2024.

## Recepção

### Resposta da crítica
No site agregador de críticas Rotten Tomatoes, 67% das 12 resenhas dos críticos são positivas, com uma classificação média de 6,4/10.